# Hushoven
Hushoven (Limburgs: Husseve) is een buurtschap in de gemeente Weert. De buurtschap ligt ten noordwesten van het centrum van Weert. In het westen grenst het aan de wijk Boshoven, in het zuidoosten aan Molenakker. De buurtschap ligt ook in de buurt van het kerkdorp Laar. Ten noordoosten van Hushoven wordt in het tweede decennium van de 21e eeuw de wijk Laarveld gebouwd.

## Bezienswaardigheden
- Sint-Donatuskapel
- Wilhelmus-Hubertus, een ronde stenen beltmolen aan de Oude Hushoverweg

## Natuur en landschap
Hushoven ligt op een hoogte van ongeveer 33 meter. Naar het zuidoosten, zuidwesten en noordoosten is Hushoven vrijwel geheel ingesloten door bebouwing van Weert. Naar het noordwesten is er ontginningsgebied dat overgaat in het natuurgebied Weerterbos.

## Nabijgelegen kernen

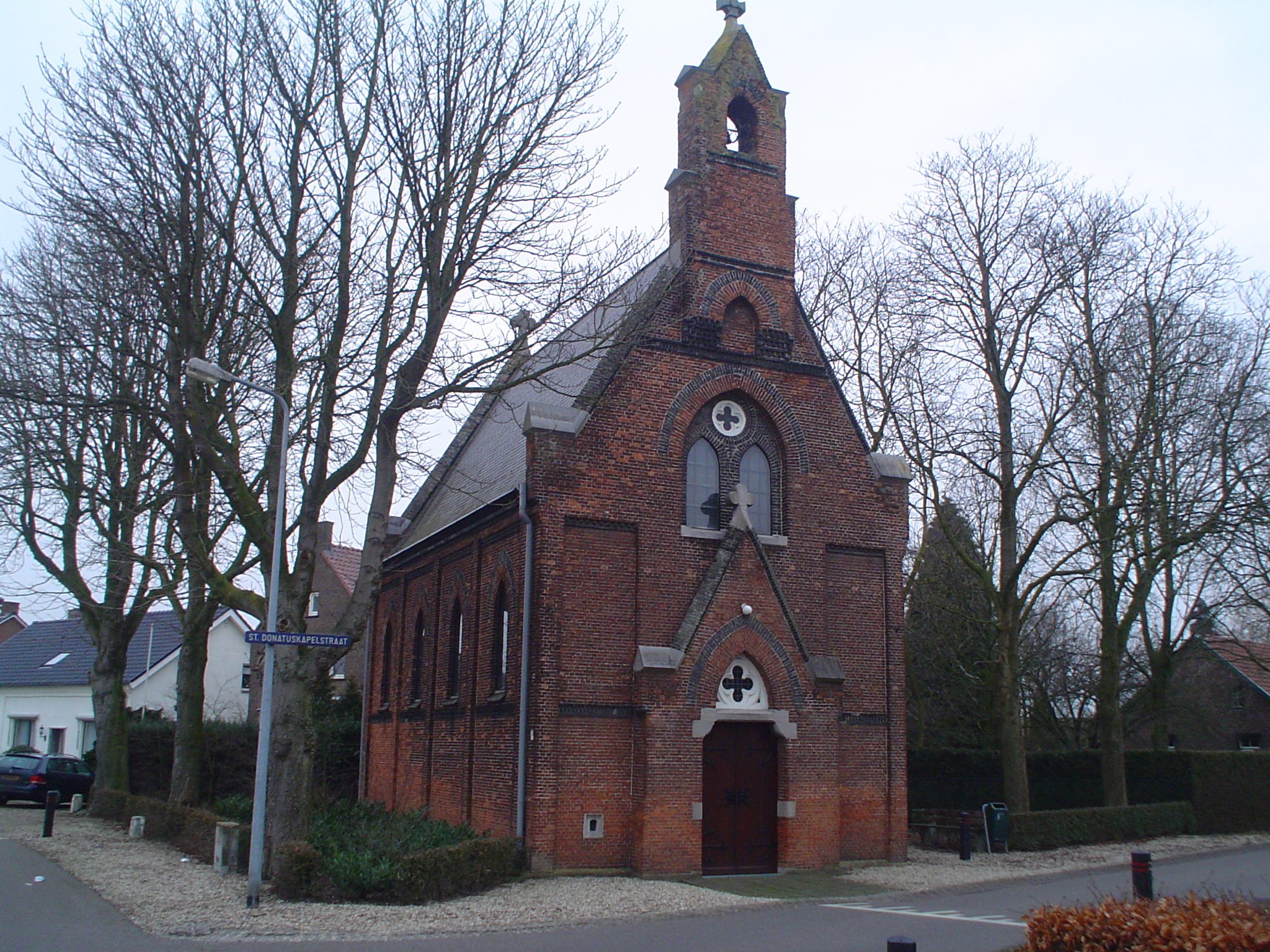
Sint-Donatuskapel

Boshoven, Laar, Weert, Maarheeze
|                  |                  |  |  | Laar               |
|                  |                  |  |  |                    |
| Boshoven (Weert) | Laarveld (Weert) |  |  |                    |
|                  |                  |  |  |                    |
|                  |                  |  |  | Molenakker (Weert) |

Stad: Weert

Kerkdorpen: Altweerterheide · Laar · Stramproy · Swartbroek · Tungelroy 

Buurtschappen: Altweert · Bosven · Breyvin · Castert · Crixhoek · De Berg · De Boberden · De Horst · Dijkerstraat · Hei · Houtbroek · Hushoven · Oud-Boshoven · Rietbroek · Vlootkant · Wisbroek

Woonwijken: Boshoven (Vrakker · Oda · Oud-Boshoven) · Laarveld · Molenakker · Kampershoek · Fatima · Weert-Centrum · Biest · Groenewoud · Leuken (Vrouwenhof · Leuken-Noord) · Keent (Parkhof) · Moesel · Graswinkel · Rond de Kazerne (Altweert · Boshoverbeek) 

Limburg: Steden en dorpen      Nederland: Provincies · Gemeenten